# Chiesa di San Donato (Sassari)
La chiesa di San Donato è un edificio di culto di Sassari, eretto nella seconda metà del Duecento.
Divenne sede di parrocchia nel 1278, quando sorse anche la chiesa di San Sisto nell'ambito dell'urbanizzazione della zona. Oggi si trova in via Lamarmora.

## Descrizione
I resti dell'originario edificio gotico si conservano nella facciata, con portale strombato ad arco acuto e con oculo oggi murato, e nel fianco, con archetti gotici trilobati lungo i terminali, due monofore e un portale
La chiesa venne ampliata nel corso del Seicento. Si presenta oggi a navata unica con paraste angolari e volta a botte lunettata. Sono presenti quattro cappelle per lato, che ospitano altari lignei seicenteschi e settecenteschi. La cappella della Santa Croce ospita inoltre un Crocefisso in legno seicentesco.
Gli arredi della sagrestia comprendono un mobile seicentesco, opera di un artigiano locale.